# Highway of Death

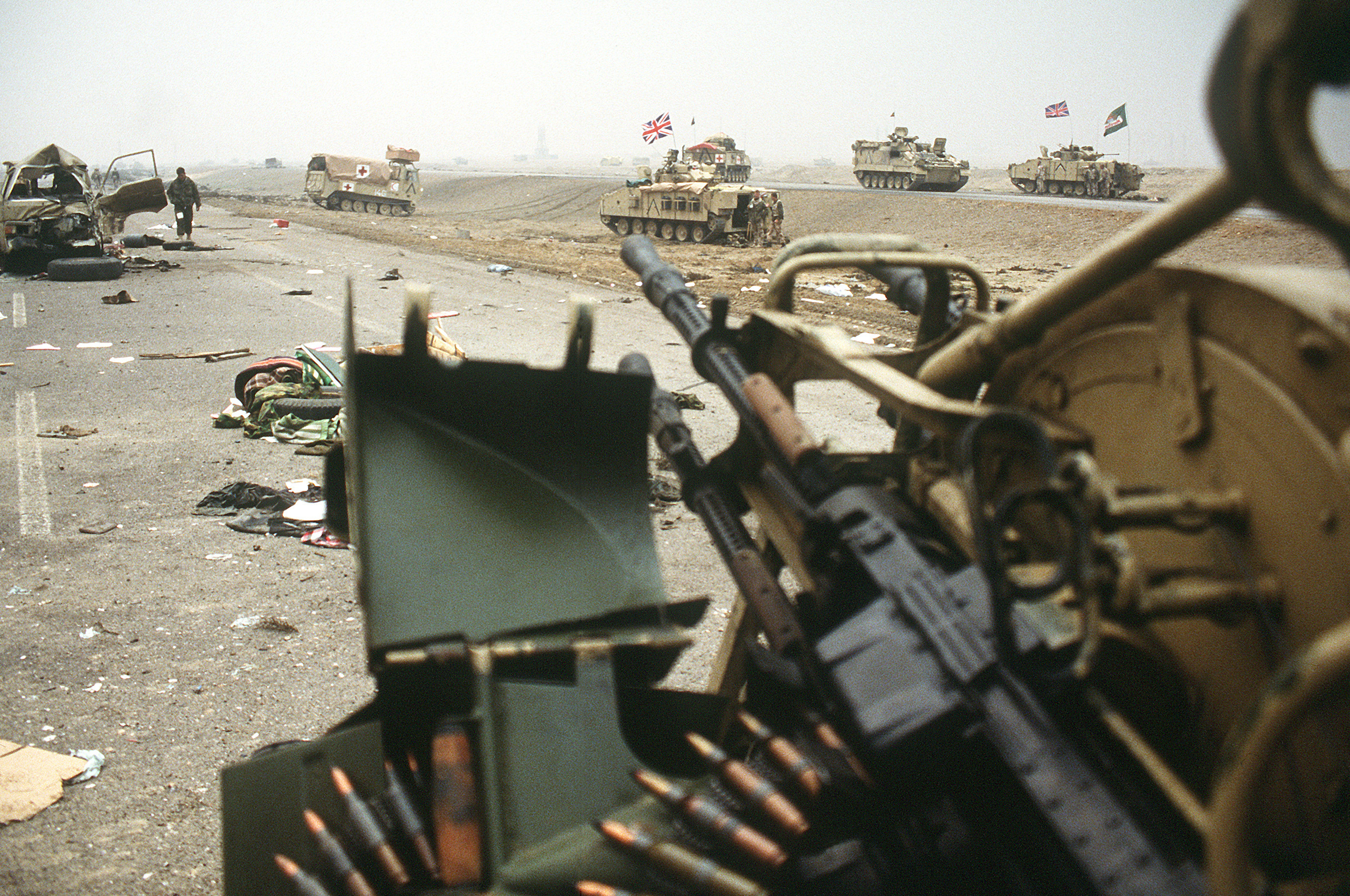
Zerstörte irakische Luftabwehr auf dem „Highway of Death“, im Hintergrund britische Truppen

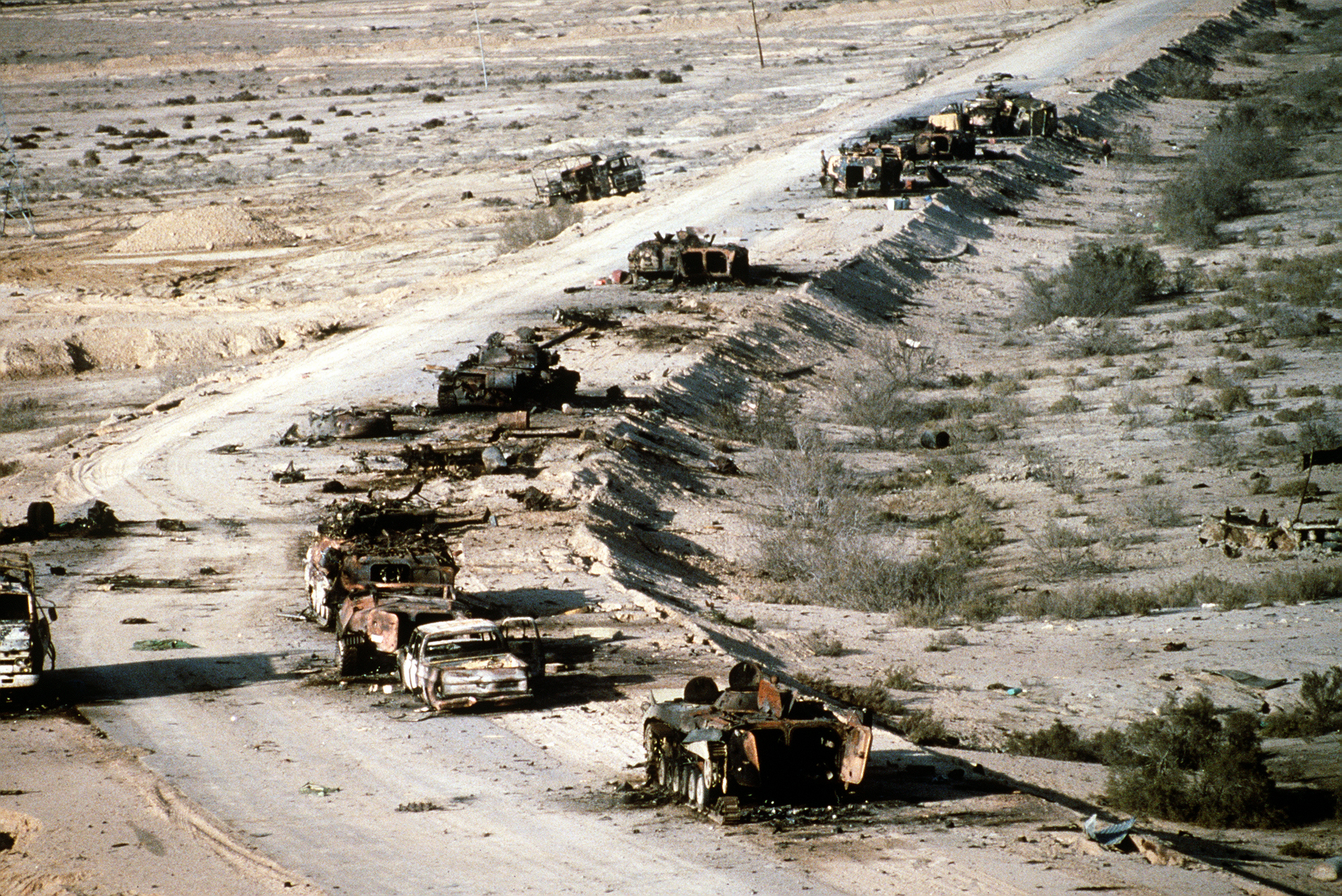
Der „Highway of Death“.

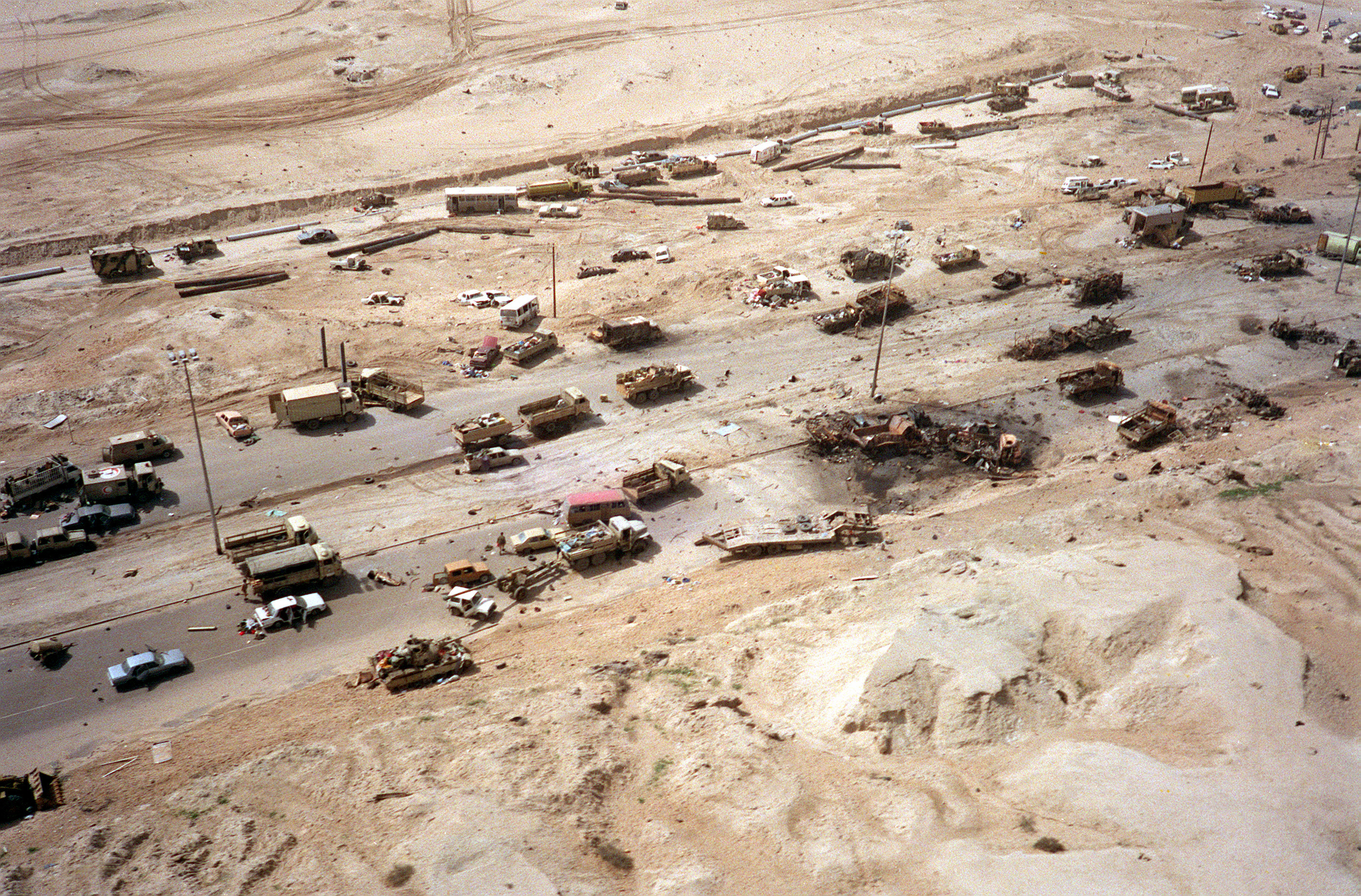
Durch einen Luftangriff zerstörte Militär- und Zivilfahrzeuge im Februar 1991

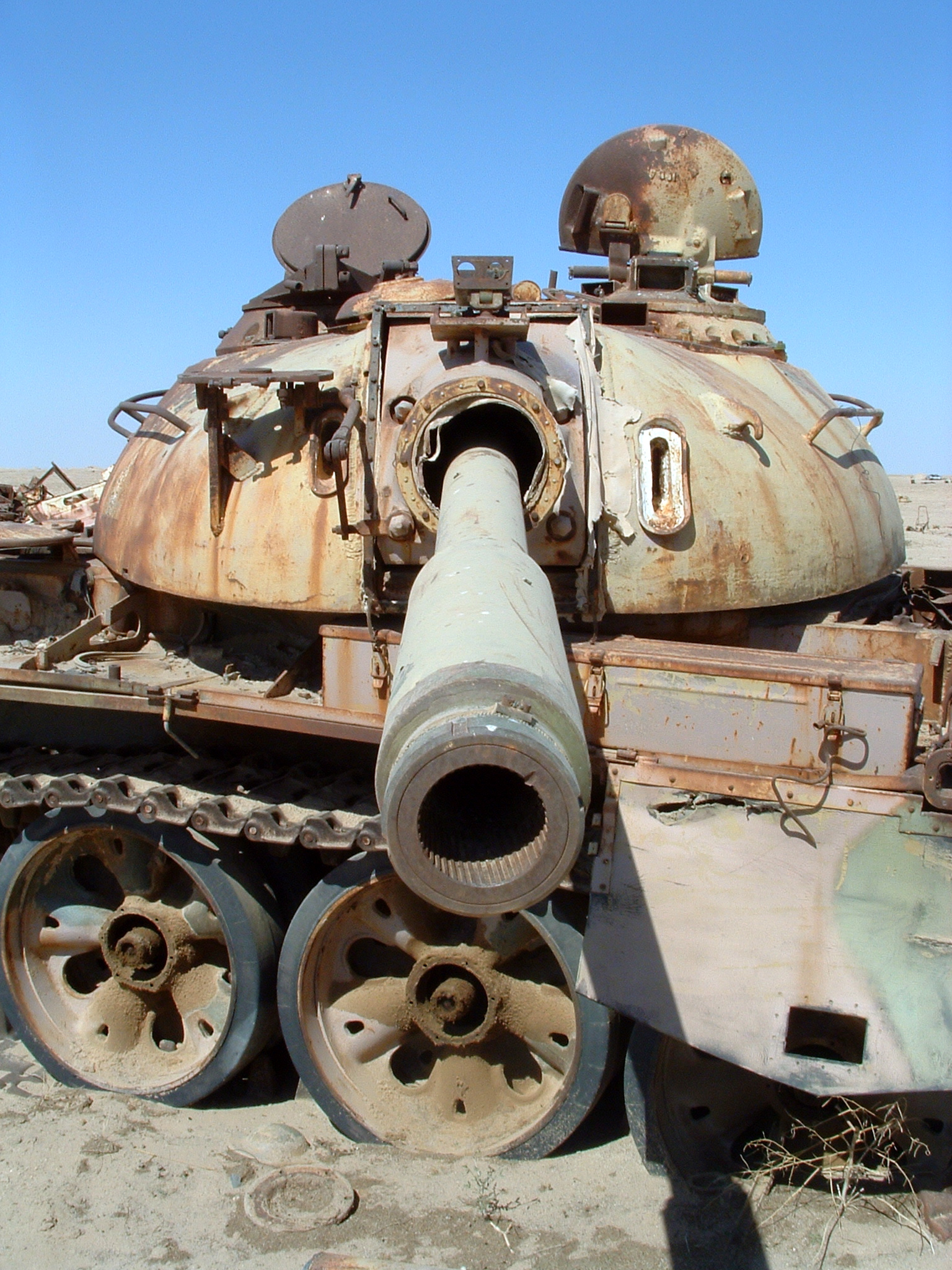
Ein angerosteter T-55 auf einer Aufnahme aus dem Jahr 2003.

Als Highway of Death (englisch für Straße des Todes oder Autobahn des Todes) werden mehrere Straßen zwischen Kuwait und Basra bezeichnet, auf denen während des Zweiten Golfkrieges in der Nacht vom 26. auf den 27. Februar 1991 irakische Truppen bombardiert wurden, die sich auf dem Rückzug aus dem vorher okkupierten Kuwait befanden.

## Verlauf
Die hauptsächlich betroffenen Straßen sind der Highway 80 neben dem Highway 8 nach Basra. Sie verläuft von Kuwait zu den Städten Abdali (Kuwait) und dem südirakischen Safwan. Danach verläuft die Straße weiter nach Basra. 1400–2000 Fahrzeuge wurden auf dem Highway 80 nördlich von al-Dschahra im gleichnamigen Gouvernement al-Dschahra getroffen und aufgegeben, 400–700 auf dem weniger bekannten Highway 8 nach Basra. Die Straßen wurden in den späten 1990er-Jahren wiederhergestellt und von britischen sowie US-amerikanischen Truppen auch während der Invasion im Irak 2003 genutzt.

## Hintergrund
Am 26. Februar begannen die irakischen Truppen offiziell mit dem Rückzug aus Kuwait, nachdem der Irak zuvor mehrere Ultimaten hatte verstreichen lassen. Sie hatten zuvor die kuwaitischen Ölfelder beim Verlassen in Brand gesetzt und die Sperrriegel an kuwaitischen Ölterminals geöffnet, so dass sich riesige Mengen Öl in den Persischen Golf ergossen und eine Umweltkatastrophe auslösten. Ein langer Konvoi der irakischen Truppen, bestehend auch aus vielen in Kuwait requirierten zivilen Fahrzeugen, zog sich entlang der Hauptverbindungsstraße Irak-Kuwait zurück.
Der Luft- und Bodenkrieg der Koalitionstruppen war, beginnend am 24. Februar 1991, zuerst auf irakisches Territorium getragen worden. Die Truppen des irakischen Machthabers Saddam Hussein zogen sich dann gemäß der Forderung der UN zurück, nachdem zuvor der Diktator noch auf Geiselnahmen und Einbeziehung etwa der israelischen Besatzungsgebiete zurückgegriffen hatte.
Technisch wurde zunächst am Beginn und Ende des Konvois dieser mithilfe von durch US-Marineinfanteristen verlegten Minen zum Stehen gebracht. Der damit aufgestaute Konvoi wurde dann mehrstündigen Luftangriffen unterzogen. Die Insassen hatten damit aber auch Zeit zu fliehen, was die Anzahl der Todesopfer reduzierte. Schätzungen der Todesopferzahlen des Project on Defense Alternatives Research kommen auf zumindest achthundert bis tausend Menschen.

## Folgen
Der amerikanische Präsident George H. W. Bush bot am Folgetag einen einseitigen Waffenstillstand an, wozu auch die internationale Berichterstattung über das Ausmaß der Zerstörung auf dem Highway beigetragen hatte. Schiiten und Kurden erhoben sich unterdessen zu einem Aufstand im Irak 1991, die Machthaber im Irak ließen den Aufstand mit den nun nicht mehr in Kampfhandlungen gebundenen Truppen blutig niederschlagen.
Umstritten war dennoch die Vernichtung eines großen Konvois der irakischen Hammurabi-Division wenige Tage später durch Bodentruppen und Heeresflieger General McCaffreys innerhalb irakischen Territoriums. Dabei wurden abermals 700 Fahrzeuge vernichtet und knapp 1000 irakische Soldaten getötet.
Zu den auf dem Highway of Death Angegriffenen gehörten neben kuwaitischen Geiseln insbesondere auch Angehörige der Palästinensischen Befreiungsorganisation, die aus Kuwait flohen. Deren Anführer Jassir Arafat unterstütze den Angriff des Irak auf Kuwait, wodurch auch Palästinenser allgemein der Unterstützung verdächtigt wurden. Im Rahmen der Vertreibung der Palästinenser aus Kuwait 1991 flohen in den kommenden Tagen knapp 450.000 Palästinenser aus Kuwait.

## Nachspiel
Bekannt und kontrovers diskutiert wurde ein Artikel Seymour Hershs und die Wiedergabe zugehöriger Interviews mit Militärs durch den Journalisten. General McCaffrey berief sich darauf, die irakischen Truppen hätten Aufforderungen zur Aufgabe nicht beachtet und seine Bodentruppen angegriffen. Die Amerikaner verloren einen Kampfpanzer und einen Truppentransporter bei dem Zwischenfall, McCaffrey wurde freigesprochen.
Der Jurist und Friedensaktivist Ramsey Clark, der später im Prozess gegen Saddam Hussein als einer der Verteidiger arbeitete, kritisierte die Vorgehensweise als Verstoß gegen die Genfer Konvention und Kriegsverbrechen.

## Film
Vom Highway of Death handelt auch eine Szene im Kriegsdrama Jarhead – Willkommen im Dreck.